# 경제콘서트
《경제콘서트》는 KBS 2TV에서 매주 월요일부터 목요일 오후 6시에 방송 중인 저녁 경제 뉴스쇼 프로그램이다.

## 프로그램 소개
기성세대를 넘어 MZ세대까지, 놓치면 안 될 그날의 생생한 경제 뉴스들을 다양한 선율에 담아 알기 쉽게 귀에 쏙쏙 넣어주는 저녁 시간대 경제 종합 프로그램

## 방송 시간

### 평일
| 방송 채널 | 방송 기간                           | 방송 시간                                  |
| --------- | ----------------------------------- | ------------------------------------------ |
| KBS 2TV   | 1980년 12월 1일 ~ 1981년 1월 30일   | 평일 저녁 8시 ~ 8시 30분 (30분)            |
| KBS 2TV   | 1981년 2월 1일 ~ 1981년 4월 5일     | 매일 저녁 7시 ~ 7시 30분 (30분)            |
| KBS 2TV   | 1981년 4월 6일 ~ 1981년 9월 6일     | 매일 저녁 6시 30분 ~ 7시 (30분)            |
| KBS 2TV   | 1981년 9월 7일 ~ 1982년 1월 24일    | 매일 저녁 6시 ~ 6시 20분 (20분)            |
| KBS 2TV   | 1982년 9월 20일 ~ 1983년 3월 27일   | 매일 저녁 7시 ~ 7시 40분 (40분)            |
| KBS 2TV   | 1987년 3월 1일 ~ 1989년 10월 4일    | 매일 밤 10시 50분 ~ 11시 10분 (20분)       |
| KBS 2TV   | 1989년 10월 5일 ~ 1990년 10월 28일  | 매일 밤 10시 30분 ~ 10시 50분 (20분)       |
| KBS 2TV   | 1991년 4월 29일 ~ 1991년 5월 19일   | 매일 밤 10시 30분 ~ 10시 50분 (20분)       |
| KBS 2TV   | 1990년 10월 29일 ~ 1991년 4월 28일  | 매일 밤 10시 35분 ~ 10시 55분 (20분)       |
| KBS 2TV   | 1991년 5월 20일 ~ 1991년 10월 6일   | 매일 밤 10시 40분 ~ 11시 5분 (25분)        |
| KBS 2TV   | 1991년 10월 7일 ~ 1992년 4월 5일    | 매일 밤 11시 ~ 11시 10분 (10분)            |
| KBS 2TV   | 1992년 4월 6일 ~ 1992년 10월 4일    | 매일 밤 10시 30분 ~ 10시 55분 (25분)       |
| KBS 2TV   | 1993년 10월 18일 ~ 1994년 2월 20일  | 매일 밤 10시 30분 ~ 10시 55분 (25분)       |
| KBS 2TV   | 1992년 10월 5일 ~ 1993년 4월 30일   | 매일 밤 10시 40분 ~ 10시 55분 (15분)       |
| KBS 2TV   | 1993년 5월 1일 ~ 1993년 10월 17일   | 매일 밤 10시 20분 ~ 10시 45분 (25분)       |
| KBS 2TV   | 1994년 2월 21일 ~ 1994년 10월 9일   | 매일 저녁 8시 ~ 8시 30분 (30분)            |
| KBS 2TV   | 1997년 3월 3일 ~ 1997년 10월 19일   | 매일 저녁 8시 ~ 8시 30분 (30분)            |
| KBS 2TV   | 2009년 4월 20일 ~ 2009년 10월 18일  | 매일 저녁 8시 ~ 8시 30분 (30분)            |
| KBS 2TV   | 1994년 10월 10일 ~ 1996년 3월 3일   | 매일 저녁 8시 ~ 8시 25분 (25분)            |
| KBS 2TV   | 1998년 10월 12일 ~ 1999년 4월 30일  | 매일 저녁 8시 ~ 8시 25분 (25분)            |
| KBS 2TV   | 1996년 3월 4일 ~ 1996년 10월 13일   | 매일 저녁 8시 ~ 8시 20분 (20분)            |
| KBS 2TV   | 1996년 10월 14일 ~ 1997년 3월 2일   | 매일 저녁 8시 ~ 8시 15분 (15분)            |
| KBS 2TV   | 1997년 10월 20일 ~ 1997년 11월 23일 | 매일 저녁 8시 ~ 8시 15분 (15분)            |
| KBS 2TV   | 1997년 11월 24일 ~ 1997년 12월 28일 | 매일 저녁 7시 40분 ~ 8시 (20분)            |
| KBS 2TV   | 1997년 12월 29일 ~ 1998년 2월 15일  | 매일 저녁 7시 35분 ~ 7시 55분 (20분)       |
| KBS 2TV   | 1998년 2월 16일 ~ 1998년 6월 14일   | 매일 저녁 8시 25분 ~ 8시 45분 (20분)       |
| KBS 2TV   | 1998년 6월 15일 ~ 1998년 10월 11일  | 매일 저녁 8시 20분 ~ 8시 40분 (20분)       |
| KBS 2TV   | 1999년 5월 1일 ~ 2000년 4월 30일    | 매일 저녁 8시 ~ 8시 50분 (50분)            |
| KBS 2TV   | 2007년 11월 5일 ~ 2008년 3월 30일   | 매일 저녁 8시 ~ 8시 50분 (50분)            |
| KBS 2TV   | 2000년 5월 1일 ~ 2001년 11월 4일    | 매일 저녁 8시 ~ 8시 45분 (45분)            |
| KBS 2TV   | 2005년 10월 31일 ~ 2007년 4월 29일  | 매일 저녁 8시 ~ 8시 45분 (45분)            |
| KBS 2TV   | 2001년 11월 5일 ~ 2002년 10월 27일  | 매일 저녁 7시 ~ 7시 45분 (45분)            |
| KBS 2TV   | 2002년 10월 28일 ~ 2005년 10월 30일 | 매일 저녁 8시 ~ 8시 40분 (40분)            |
| KBS 2TV   | 2007년 4월 30일 ~ 2007년 11월 4일   | 매일 저녁 8시 ~ 8시 40분 (40분)            |
| KBS 2TV   | 2008년 11월 17일 ~ 2009년 4월 19일  | 매일 저녁 8시 ~ 8시 40분 (40분)            |
| KBS 2TV   | 2008년 3월 31일 ~ 2008년 11월 16일  | 매일 저녁 6시 ~ 6시 30분 (30분)            |
| KBS 2TV   | 2009년 10월 19일 ~ 2010년 5월 9일   | 매일 저녁 8시 ~ 8시 35분 (35분)            |
| KBS 2TV   | 2016년 3월 1일 ~ 2017년 3월 31일    | 매일 저녁 6시 ~ 6시 20분 (20분)            |
| KBS 2TV   | 2017년 4월 1일 ~ 2020년 7월 2일     | 토요일 ~ 목요일 저녁 6시 ~ 6시 30분 (30분) |
| KBS 2TV   | 2020년 7월 6일 ~ 2023년 5월 28일    | 매일 저녁 5시 50분 ~ 6시 30분 (40분)       |
| KBS 2TV   | 2023년 5월 29일 ~ 2024년 1월 21일   | 매일 저녁 6시 ~ 6시 40분 (40분)            |
| KBS 2TV   | 2024년 1월 22일 ~ 현재              | 월요일 ~ 목요일 저녁 6시 ~ 6시 35분 (35분) |

### 주말
| 방송 채널 | 방송 기간                         | 방송 시간                       |
| --------- | --------------------------------- | ------------------------------- |
| KBS 2TV   | 1980년 12월 6일 ~ 1981년 1월 31일 | 주말 저녁 8시 ~ 8시 10분 (10분) |

## 앵커
- 현재 앵커는 2025년 3월 10일부터 기준으로 한다.

### 메인

#### 남성
| 대수 | 진행자                    | 진행 기간                           | 비고  |
| ---- | ------------------------- | ----------------------------------- | ----- |
| 1대  | 김근복 前 아나운서        | 1987년 3월 1일 ~ 1988년 2월 28일    |       |
| 2대  | 손석기 前 아나운서        | 1988년 2월 29일 ~ 1989년 10월 4일   |       |
| 3대  | 이윤성 前 기자            | 1993년 5월 1일 ~ 1993년 7월 4일     |       |
| 4대  | 김광일 前 기자            | 1993년 7월 5일 ~ 1994년 2월 20일    |       |
| 5대  | 김종진 前 기자            | 1994년 2월 21일 ~ 1994년 10월 9일   |       |
| 6대  | 김종진 前 기자            | 1997년 3월 3일 ~ 1997년 10월 19일   | [ 1 ] |
| 7대  | 박선규 前 기자            | 1997년 10월 20일 ~ 1998년 10월 11일 |       |
| 8대  | 이광출 前 기자            | 1998년 10월 12일 ~ 1999년 8월 22일  |       |
| 9대  | 김진수 해설위원           | 1999년 8월 23일 ~ 2001년 11월 4일   | [ 2 ] |
| 10대 | 민경욱 前 기자            | 2001년 11월 5일 ~ 2004년 4월 30일   | [ 3 ] |
| 11대 | 엄경철 前 통합뉴스룸 국장 | 2004년 5월 1일 ~ 2007년 11월 4일    |       |
| 12대 | 박찬형 해설위원           | 2007년 11월 5일 ~ 2008년 3월 30일   |       |
| 13대 | 최동석 前 아나운서        | 2008년 3월 31일 ~ 2008년 11월 16일  |       |
| 14대 | 김재홍 아나운서           | 2016년 7월 25일 ~ 2017년 3월 31일   | [ 5 ] |
| 15대 | 임승창 경제부 기자        | 2019년 1월 1일 ~ 2019년 11월 24일   |       |
| 16대 | 이민우 기자               | 2023년 5월 29일 ~ 2023년 11월 12일  | [ 6 ] |
| 17대 | 김영민 기자               | 2023년 11월 13일 ~ 2024년 5월 19일  |       |
| 18대 | 김영민 기자               | 2025년 3월 10일 ~ 현재              | [ 7 ] |

#### 여성
| 대수 | 진행자               | 진행 기간                          | 비고          |
| ---- | -------------------- | ---------------------------------- | ------------- |
| 1대  | 윤영미 前 아나운서   | 1989년 10월 5일 ~ 1991년 5월 19일  |               |
| 2대  | 이규원 前 아나운서   | 1993년 5월 1일 ~ 1993년 7월 4일    |               |
| 3대  | 공정민 前 아나운서   | 1993년 10월 18일 ~ 1994년 2월 20일 |               |
| 4대  | 황현정 前 아나운서   | 1994년 2월 21일 ~ 1994년 10월 9일  |               |
| 5대  | 이규원 前 아나운서   | 1994년 10월 10일 ~ 1996년 3월 3일  | [ 8 ]         |
| 6대  | 유정아 前 아나운서   | 1996년 3월 4일 ~ 1997년 3월 2일    |               |
| 7대  | 황현정 前 아나운서   | 1997년 3월 3일 ~ 1997년 10월 19일  | [ 9 ]         |
| 8대  | 황정민 前 아나운서   | 1997년 10월 20일 ~ 1998년 1월 4일  |               |
| 9대  | 황유선 前 아나운서   | 1998년 1월 5일 ~ 1998년 10월 11일  |               |
| 10대 | 이한숙 前 아나운서   | 1998년 10월 12일 ~ 1999년 4월 30일 |               |
| 11대 | 황정민 前 아나운서   | 1999년 5월 1일 ~ 2001년 4월 29일   | [ 10 ] [ 11 ] |
| 12대 | 손미나 前 아나운서   | 2001년 4월 30일 ~ 2001년 11월 4일  |               |
| 13대 | 황정민 前 아나운서   | 2001년 11월 5일 ~ 2002년 11월 30일 | [ 13 ] [ 14 ] |
| 14대 | 공정민 前 아나운서   | 2002년 12월 1일 ~ 2003년 9월 31일  | [ 15 ]        |
| 15대 | 지승현 前 아나운서   | 2003년 9월 22일 ~ 2005년 4월 30일  |               |
| 16대 | 백승주 아나운서      | 2005년 5월 1일 ~ 2006년 8월 27일   | [ 17 ]        |
| 17대 | 위서현 前 아나운서   | 2006년 8월 28일 ~ 2007년 11월 4일  |               |
| 18대 | 조수빈 前 아나운서   | 2007년 11월 5일 ~ 2008년 11월 16일 |               |
| 19대 | 정세진 前 아나운서   | 2008년 11월 17일 ~ 2010년 5월 9일  |               |
| 19대 | 이윤희 기자          | 2008년 11월 17일 ~ 2010년 5월 9일  |               |
| 20대 | 박은영 前 아나운서   | 2016년 7월 25일 ~ 2017년 3월 31일  | [ 21 ]        |
| 21대 | 조수빈 前 아나운서   | 2017년 4월 1일 ~ 2017년 8월 27일   | [ 23 ] [ 24 ] |
| 22대 | 신윤주 아나운서2부장 | 2018년 2월 26일 ~ 2018년 12월 31일 | [ 25 ]        |
| 23대 | 박에스더 기자        | 2019년 11월 25일 ~ 2020년 7월 5일  |               |
| 24대 | 이윤희 기자          | 2020년 7월 6일 ~ 2023년 5월 28일   | [ 27 ] [ 28 ] |
| 25대 | 박지현 아나운서      | 2023년 5월 29일 ~ 2024년 5월 19일  | [ 30 ] [ 31 ] |
| 26대 | 이윤희 기자          | 2024년 5월 20일 ~ 2025년 3월 6일   | [ 33 ]        |

### 서브
| 대수 | 진행자          | 진행 기간                        | 비고   |
| ---- | --------------- | -------------------------------- | ------ |
| 1대  | 옥유정 기자     | 2017년 4월 1일 ~ 2018년 4월 15일 |        |
| 2대  | 조항리 아나운서 | 2018년 5월 9일 ~ 2020년 2월 9일  |        |
| 3대  | 김희수 아나운서 | 2020년 2월 10일 ~ 2020년 7월 5일 |        |
| 4대  | 박태원 아나운서 | 2020년 7월 6일 ~ 2023년 2월 28일 | [ 35 ] |
| 5대  | 강성규 아나운서 | 2023년 3월 1일 ~ 2023년 4월 30일 | [ 36 ] |
| 6대  | 이광엽 아나운서 | 2023년 5월 1일 ~ 2023년 5월 28일 |        |

## 코너

### 방영 코너
| 코너명           | 진행자      |
| ---------------- | ----------- |
| 오늘의 알뜰 픽   | 김영민 기자 |
| 이슈 픽          | 김영민 기자 |
| 이슈 클릭        | 김영민 기자 |
| 박대기의 핫 클립 | 박대기 기자 |
| 이슈 콘서트      | 김영민 기자 |

#### 오늘의 알뜰 픽
오늘 알뜰한 경제 정보를 전해주는 코너. 2025년 6월 9일부터 신설됐다.

#### 이슈 픽
최근 화제가 된 경제 이슈를 전해주는 코너.

#### 이슈 클릭
오늘 뉴스 중 화제가 된 이슈를 전해주는 코너. 2025년 2월 20일부터 신설됐다.

#### 박대기의 핫 클립
간추린 경제 뉴스 코너. 2024년 7월 22일부터 김준범 기자가 진행했다가 2025년 1월 13일부터 박대기 기자가 진행한다. 신설 당시 명칭은 경제 핫 클립이었다가 2025년 1월 13일부터 박대기의 핫 클립으로 재신설됐다.

#### 이슈 콘서트
국내외 경제 이슈에 대해 기업 내 최고 정책 결정자, 관련 분야 전문가들을 초대해 생생한 분석과 전망을 들어보는 이슈 코너. 월요일만 방송된다.

### 종영 코너
| 코너명            | 진행자 |
| ----------------- | --- |
| 오늘의 세트리스트 | 이윤희 기자 |
| 1분 콘서트        | |
| 머니 시그널       | 월요일 : 홍춘옥 프리즘투자자문 대표 화요일 : 김인만 부동상경제연구소장 수요일 : 고경만 세무사 목요일 : 강정수 블루닷AI연구센터 소장 |
| 크랩              | |
| 더 힌트           | 이윤희 기자, 박근형 IBK투자증권 부장                                                                                                |

#### 오늘의 세트리스트
주요 경제 뉴스 코너.

#### 1분 콘서트
최근 화제의 이슈를 1분 짧게 알려주는 영상 코너. 신설 당시 명칭은 화제의 원미닛이었다가 2024년 5월 27일부터 2025년 2월 27일까지 1분 콘서트로 재신설됐다.

#### 머니 시그널
요일마다 분야별 최고 전문가들을 초대해 투자 노하우를 공유 받는 코너.
- 월요일 : 홍춘옥의 부자상대 (홍춘옥 프리즘투자자문 대표)
- 화요일 : 김인만의 복덕방 (김인만 부동상경제연구소장)
- 수요일 : 고경만의 텍스파일 (고경만 세무사)
- 목요일 : 강정수 박사의 AI 토피아 (강정수 블루닷AI연구센터 소장)

#### 크랩
유튜브 코너.

#### 더 힌트
박근형 IBK투자증권 부장과 함께 오늘의 주요 시황과 다양한 기업별 주요 동향과 트렌드를 분석하는 코너.

## 타이틀 변천사
- 현재 타이틀은 2024년 5월 20일부터 기준으로 하고 있다.

| 기수 | 프로그램 타이틀  | 방송 기간                           |
| ---- | ---------------- | ----------------------------------- |
| 1기  | KBS 8시 뉴스     | 1980년 12월 1일 ~ 1981년 1월 31일   |
| 2기  | KBS 7시 뉴스     | 1981년 2월 1일 ~ 1981년 4월 5일     |
| 3기  | KBS 뉴스         | 1981년 4월 6일 ~ 1982년 1월 24일    |
| 4기  | KBS 뉴스쇼       | 1982년 9월 20일 ~ 1983년 3월 27일   |
| 5기  | KBS 2TV 뉴스센터 | 1987년 3월 1일 ~ 1989년 10월 4일    |
| 6기  | KBS 2TV 뉴스     | 1989년 10월 5일 ~ 1993년 4월 30일   |
| 7기  | KBS 뉴스쇼       | 1993년 5월 1일 ~ 1994년 2월 20일    |
| 8기  | KBS 뉴스비전     | 1994년 2월 21일 ~ 1997년 3월 2일    |
| 9기  | 8시 뉴스파노라마 | 1997년 3월 3일 ~ 1997년 10월 19일   |
| 10기 | KBS 뉴스 8       | 1997년 10월 20일 ~ 1997년 11월 23일 |
| 11기 | KBS 뉴스파노라마 | 1997년 11월 24일 ~ 1998년 10월 11일 |
| 12기 | KBS 뉴스 8       | 1998년 10월 12일 ~ 1999년 4월 30일  |
| 13기 | 뉴스투데이       | 1999년 5월 1일 ~ 2001년 11월 4일    |
| 14기 | KBS 뉴스 7       | 2001년 11월 5일 ~ 2002년 10월 27일  |
| 15기 | KBS 뉴스 8       | 2002년 10월 28일 ~ 2004년 4월 30일  |
| 16기 | KBS 8 뉴스타임   | 2004년 5월 1일 ~ 2008년 3월 30일    |
| 17기 | KBS 6 뉴스타임   | 2008년 3월 31일 ~ 2008년 11월 16일  |
| 18기 | KBS 8 뉴스타임   | 2008년 11월 17일 ~ 2010년 5월 9일   |
| 19기 | KBS 6시 뉴스타임 | 2016년 3월 1일 ~ 2017년 3월 31일    |
| 20기 | KBS 경제타임     | 2017년 4월 1일 ~ 2020년 7월 2일     |
| 21기 | 통합뉴스룸ET     | 2020년 7월 6일 ~ 2023년 5월 28일    |
| 22기 | KBS 뉴스 6       | 2023년 5월 29일 ~ 2024년 5월 19일   |
| 23기 | 경제콘서트       | 2024년 5월 20일 ~ 현재              |

## 편성 변경, 결방
- 2024년 6월 6일 : 현충일로 인한 결방.
- 2024년 7월 29일 ~ 2024년 8월 8일 : 《2024 파리 올림픽》 편성으로 인한 결방.
- 2024년 8월 15일 : 광복절로 인한 결방.
- 2024년 9월 16일 ~ 2024년 9월 18일 : 추석으로 인한 결방.
- 2024년 10월 1일 : 국군의 날로 인한 결방.
- 2025년 1월 1일 : 《신정》 연휴로 인한 결방.
- 2025년 1월 15일 : 《트레킹노트 세상을 걷다》 스폐셜 편성으로 인한 결방.
- 2025년 1월 27일 ~ 30일 : 설연휴로 인한 결방
- 2025년 3월 18일 : 《2025 메이저리그 LA다저스 VS 시카고컵스》 편성으로 인한 6시로 변경.
- 2025년 3월 26일 : 《트레킹노트 세상을 걷다》 재방송으로 인한 결방.
- 2025년 3월 27일 : 《꿀잼 영화가 좋다》 재방송으로 인한 결방.
- 2025년 5월 5일 ~ 5월 6일 : 《어린이날》 연휴와 《부처님오신날》 대체 연휴로 인한 결방.
- 2025년 10월 6일 ~ 10월 9일 : 추석 연휴로 인한 결방.

## 시보 광고
| 광고 기간                          | 광고주                   |
| ---------------------------------- | ------------------------ |
| 1994년 2월 21일 ~ 1997년 2월 28일  | 데이콤                   |
| 1997년 3월 3일 ~ 1997년 10월 17일  | 삼성전자, 현대전자       |
| 1997년 10월 20일 ~ 1998년 2월 13일 | 서울우유                 |
| 1998년 10월 12일 ~ 1999년 1월 29일 | LG전자                   |
| 1999년 2월 1일 ~ 2001년 11월 2일   | 매일유업                 |
| 2001년 11월 5일 ~ 2002년 3월 1일   | KBS 2TV 저녁 7시 시보    |
| 2002년 3월 4일 ~ 2002년 10월 25일  | 삼성카드                 |
| 2002년 10월 28일 ~ 2002년 11월 1일 | KBS 2TV 저녁 8시 시보    |
| 2002년 11월 4일 ~ 2003년 6월 20일  | 쿠쿠전자                 |
| 2003년 6월 23일 ~ 2004년 4월 30일  | 소니 코리아              |
| 2006년 6월 12일 ~ 2007년 12월 31일 | 농협생명                 |
| 2016년 8월 1일 ~ 2016년 9월 1일    | 농협                     |
| 2024년 1월 22일 ~ 2024년 2월 28일  | 농심 라이필 관절에쎈크릴 |
| 2024년 3월 4일 ~ 2024년 4월 4일    | 우리은행                 |
| 2024년 6월 3일 ~ 2024년 8월 1일    | SK텔레콤                 |

## 경쟁 프로그램
- KBS 뉴스 7 (KBS 1TV)
- MBC 5시 뉴스와 경제 (MBC TV)
- SBS 오 뉴스 (SBS TV)
- YTN 뉴스PLUS (YTN)
- 뉴스잇 (연합뉴스TV)